# Dumitru Arbore
Dumitru Arbore a fost vel-Paharnic. El era fiul lui Luca Arbore, urmașul familiei Arbore. Dumitru nu a avut fii, dar a avut 2 fete, o fată sa căsătorit cu C. Cogălniceasnu iar a doua fată, Smaranda cu Zamfirache Ralli. Dumitru adoptă pe fiul Smarandei, Constantin, astfel devenind bunicul adoptiv lui Zamfir Ralli-Arbore.
1. ↑  Lecca, Octav-George (1899). Familiile boieresti romane : istoric si genealogie. p. 5.